# استیو کرسون
استیو کرسون (انگلیسی: Steve Croudson؛ زادهٔ ۲۴ نوامبر ۱۹۸۰) بازیکن فوتبال اهل بریتانیا است.
از باشگاه‌هایی که در آن بازی کرده‌است می‌توان به باشگاه فوتبال اسکانتورپ یونایتد، باشگاه فوتبال استیونج، باشگاه فوتبال گریمزبی تاون، باشگاه فوتبال کترینگ تاون، باشگاه فوتبال بوستون یونایتد، و باشگاه فوتبال کامل لایرد اشاره کرد.